# 宁晋县各级文物保护单位列表
宁晋县各级文物保护单位列表是中国河北省邢台市宁晋县境内的国家级、省级、市县级文物保护单位的列表。

## 全国重点文物保护单位
无

## 河北省重点文物保护单位
- 塔底村古墓（1982年7月23日公布）
- 曹鼐墓

## 邢台市文物保护单位
- 天仙观遗址
- 尧台遗址
- 云台寺遗址
- 古丁桥
- 宁晋碑廊